# HD74169
HD74169 — хімічно пекулярна зоря спектрального класу
A1 й має видиму зоряну величину в смузі V приблизно  7,2.

## Пекулярний хімічний склад
Зоряна атмосфера HD74169 має підвищений вміст 
Si
.